# روبرت هنري غرانت
روبرت هنري غرانت هو سياسي كندي، ولد في 5 أغسطس 1860 في أوتاوا في كندا، وتوفي في 26 نوفمبر 1930. حزبياً، نشط في United Farmers of Ontario ‏. وقد انتخب عضو برلمان مقاطعة أونتاريو.